# Metynnis hypsauchen
Pour les articles homonymes, voir Silver dollar (homonymie).
Espèce
Metynnis hypsauchen est une espèce sud-américaine de poissons d'eau douce de la famille des Serrasalmidae.

## Répartition
Metynnis hypsauchen se rencontre en Bolivie, au Brésil, en Colombie, au Guyana, au Pérou, au Surinam et au Venezuela.

## Description
Metynnis hypsauchen peut mesurer jusqu'à 180 mm, queue non comprise. Ce poisson présente une forte mâchoire qui peut provoquer de sérieuses morsures.

## Dénominations
Cette espèce est parfois appelée le Dollar d'argent dans les magasins aquariophiles, voire parfois par son nom anglais de Silver dollar.

## Systématique
Le nom valide complet (avec auteur) de ce taxon est Metynnis hypsauchen (Müller et Troschel, 1844).
L'espèce a été initialement classée dans le genre Myletes sous le protonyme Myletes hypsauchen Müller & Troschel, 1844,.
Metynnis hypsauchen a pour synonymes :
- Metynnis calichromus schreitmuelleri Ahl, 1922
- Metynnis calichromus Ahl, 1923
- Metynnis ehrhardti Ahl, 1927
- Metynnis schreitmuelleri Ahl, 1922
- Myletes hypsauchen Müller & Troschel, 1844

### Étymologie
Son épithète spécifique, hypsauchen, dérive de la combinaison en grec ancien ὑψηλός (hypsēlós), « grand, haut », et αὐχήν (auchḗn), « nuque », et fait référence à son profil dorsal élevé.

### Publication originale
- (la) J. Müller et F. H. Troschel, « Synopsis generum et specierum familiae Characinorum », Archiv für Naturgeschichte, Berlin, Nicolaische Verlags-Buchhandlung, vol. 10, no 1,‎ 1844, p. 81-99 (ISSN 0365-6136, OCLC 1481989, lire en ligne).